# Schefflera whitefoordiae
Schefflera whitefoordiae är en araliaväxtart som beskrevs av M.J.Cannon och John Francis Michael Cannon. Schefflera whitefoordiae ingår i släktet Schefflera och familjen araliaväxter. Inga underarter finns listade.